# 라 파크 링컨
라 파크 링컨(Lar Park Lincoln, 1961년 5월 12일 ~ 2025년 4월 22일)은 미국의 배우, 텔레비전 배우, 영화배우이다.

## 영화
- 13일의 금요일 7 - 새로운 살인 (1988년)